# MV Agusta F3
Die MV Agusta F3 ist ein Motorrad der Kategorie Superbike des italienischen Herstellers MV Agusta, das seit 2012 angeboten wird. Erstmals seit den berühmten MV Agusta Dreizylinder-Rennmaschinen in den 1970er-Jahren legt MV Agusta wieder Dreizylinder in Serie auf.

## Technik
Der Dreizylinder-Motor verwendet eine gegenläufig (rückwärts) drehende Kurbelwelle, eine Technik die bisher nur bei MotoGP-Motorrädern angewandt wurde. Das Triebwerk ist mit 79 mm Bohrung und 45,9 mm Hub als extremer Kurzhuber ausgelegt und ermöglicht in Verbindung mit Titan-Ventilen ein extrem hohes Drehzahlniveau. Die Motorsteuerung übernimmt das MV Agusta-MVICS-System, das eine Ride-by-Wire-Motorsteuerung beinhaltet. Damit einhergehend sind vier voreingestellte und eine individuell einstellbare Fahrstufe (ähnlich der BMW) sowie einer in acht Stufen einstellbaren Traktionskontrolle. Zusammen mit dem MV Agusta üblichen kurzen Radstand, steilem Lenkkopfwinkel (66°) und dadurch resultierendem kurzem Nachlauf (99 mm) verspricht der Hersteller ein sehr gutes Handling verbunden mit hoher Fahrstabilität. Zu diesem Zweck wurde der Gitterrohrrahmen relativ kurz, die Einarmschwinge relativ lang ausgeführt. Die 43 mm Marzocchi-Upside-Down-Gabel ist wie das hintere Sachs-Federbein, wie in dieser Klasse üblich, voll einstellbar. Das Kassettengetriebe kann gegen Aufpreis mit Schaltautomat (MV Agusta EAS) geschaltet werden. Die neuen MV Agusta-Motorräder sind ab 2014 mit einem Antiblockiersystem lieferbar. (Stand 2/2013) mit einem Preis von 11.999 Euro angeboten.

## Sondermodell
Das Sondermodell F3 Oro ist eine auf 200 Exemplare limitierte Edition mit Echtheitszertifikat und einer 24-karätige Goldplakette mit der Seriennummer. 

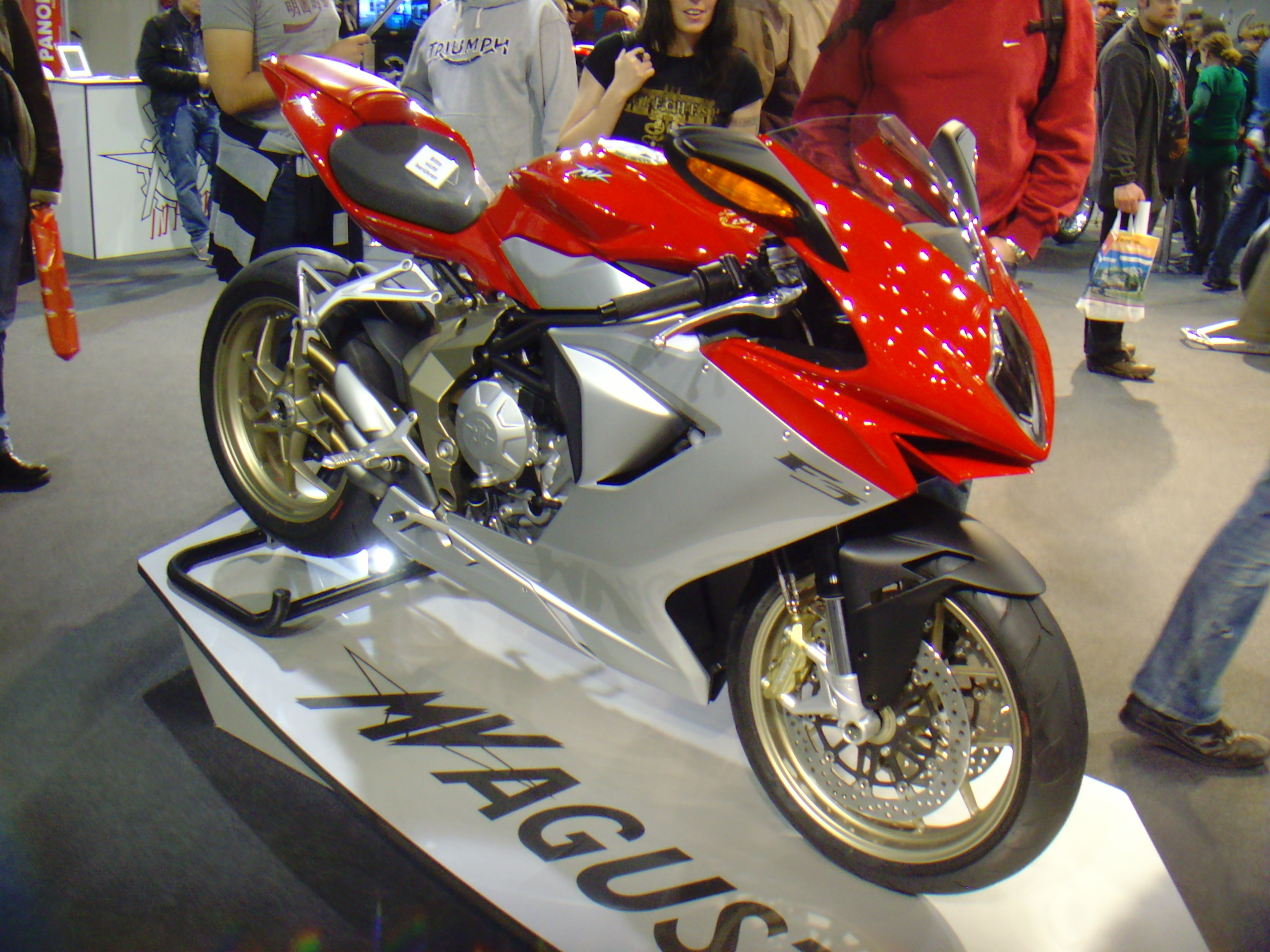
F3 ORO
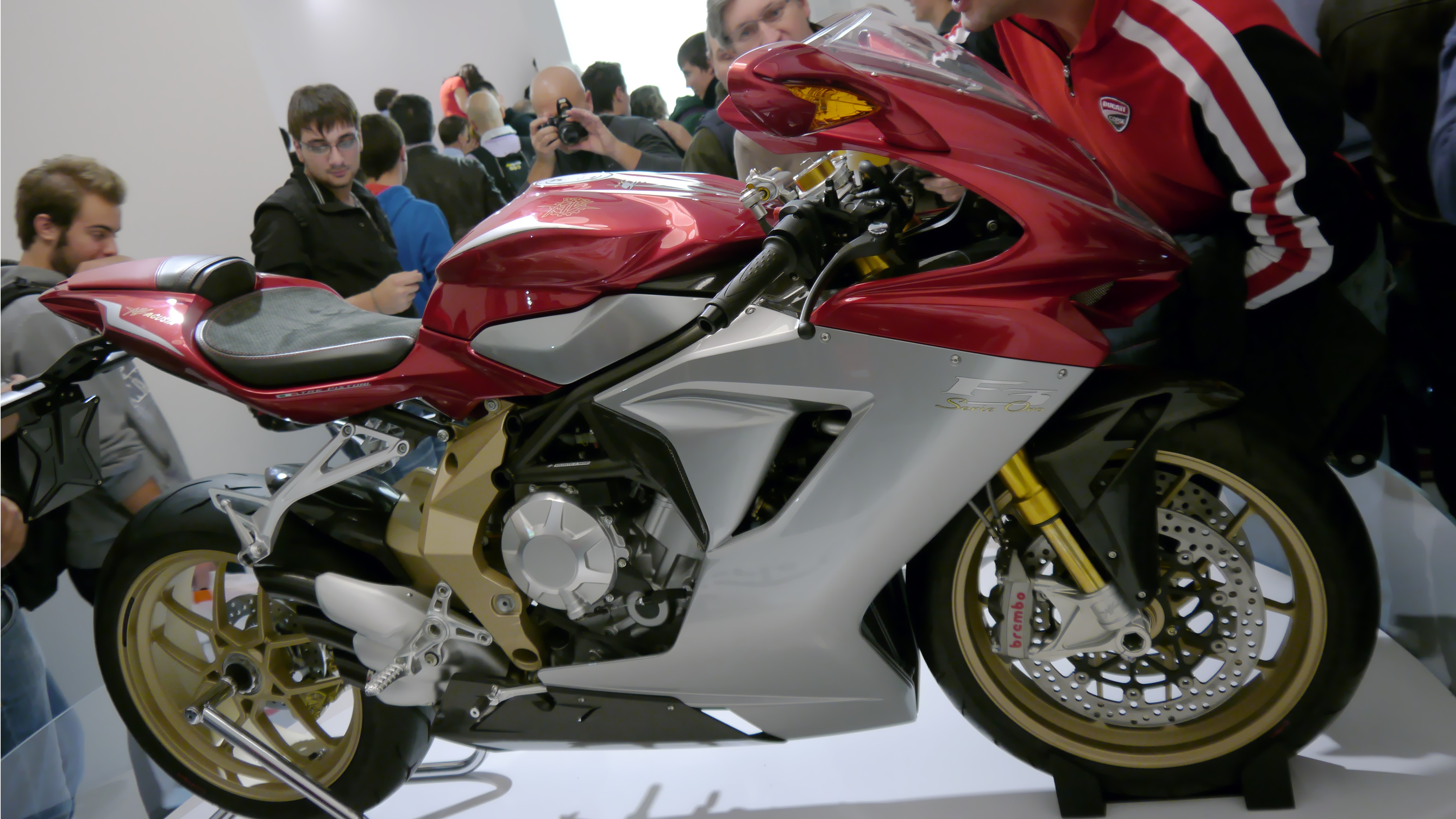
F3 ORO

## Farbvarianten
Jedes Jahr werden mehreren Farbvarianten der F3 angeboten meist das klassische rot/silber mit schwarzem Rahmen, weiß mit rotem Rahmen und grau/schwarz mit rotem Rahmen.

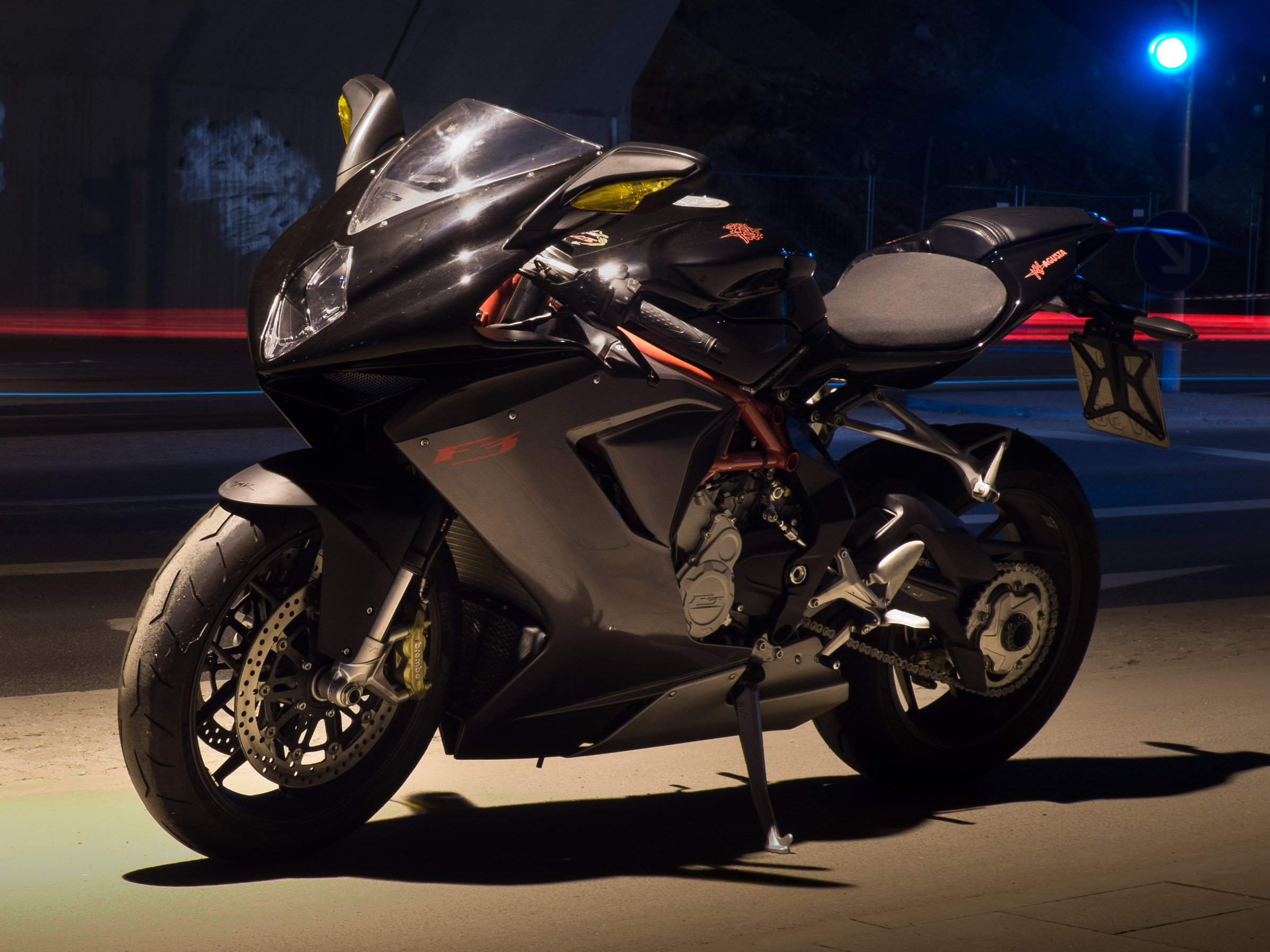
Schwarz/Graue Version